# Jim O'Connolly
Jim O'Connolly est un réalisateur, scénariste et producteur britannique, né le 23 février 1926 à Birmingham et mort en décembre 1986 à Hythe dans le Kent.

## Biographie
Jim O'Connolly est connu pour son travail dans le monde du cinéma des années 1960-1970, comme un réalisateur polyvalent, pouvant tourner des films d'horreur comme Le Cercle de sang (1967) ou La Tour du diable (1972) ou des comédies comme The Little Ones (1965). Il a mis fin à sa carrière en 1974.

## Filmographie

### Comme réalisateur
- 1963 : The Hi-Jackers
- 1965 : The Little Ones
- 1964 : Smokescreen
- 1967 : Le Cercle de sang
- 1967-1969 : Le Saint (TV)
- 1969 : Crooks and Coronets
- 1969 : La Vallée de Gwangi
- 1972 : La Tour du diable (Tower of Evil)
- 1974 : Maîtresse Pamela

### Comme scénariste
- 1962 : Emergency
- 1962 : The Traitors
- 1963 : Shadow of Fear
- 1963 : Farewell Performance
- 1963 : The Hi-Jackers
- 1964 : Gideon's Way (TV)
- 1965 : The Little Ones
- 1965 : The Night Caller
- 1966 : Smokescreen
- 1969 : Crooks and Coronets
- 1972 : La Tour du diable
- 1974 : Maîtresse Pamela

### Comme producteur
- 1957 : The White Cliffs Mystery
- 1958 : Escapement
- 1958 : The Strange Awakening
- 1958 : Print of Death
- 1960 : The Clue of the Twisted Candle
- 1960 : Marriage of Convenience
- 1960 : Les Criminels
- 1960-1962 : The Edgar Wallace Mystery Theatre (TV)
- 1961 : Attempt to Kill
- 1961 : The Clue of the Silver Key
- 1961 : The Clue of the New Pin
- 1961 : The Sinister Man
- 1961 : The Fourth Square
- 1961 : Man Detained
- 1961 : Partners in Crime
- 1961 : The Man at the Carlton Tower
- 1961 : The Grand Junction Case
- 1961 : Konga
- 1962 : Flat Two
- 1962 : Backfire!
- 1962 : Candidat pour un meurtre
- 1962 : The Traitors
- 1963 : Farewell Performance
- 1974 : Maîtresse Pamela